# レミニス
「レミニス」（Reminisce）はメアリー・J. ブライジのシングル。デビュー・アルバム『ホワッツ・ザ・411?』(What's the 411?)からの3枚目のシングルとして1992年10月に発売され、翌1993年2月6日付のビルボード・R&Bチャートで6位を記録した。
メアリーのボーカルはしばしば、悲痛な叫びが歌に投影されていると指摘され「あたかも心の傷口から血を流しているかのような」とも形容されるが、この「レミニス」の艶やかに響くソウルフルな歌声もどこか哀愁を帯びており、多くのヒップホップの攻撃性の背後にある喪失感やメランコリーの要素が暗示されている楽曲だとも言われている。
作詞はケニー・グリーン、作曲はデイヴ"ジャム" ホールが手掛け、サンプリングにはMC・ライトの1989年の曲「ストップ、ルック、リッスン」(Stop, Look, Listen)のリズムが使われている。

## リミックス・バージョン
1993年12月にリリースの『ホワッツ・ザ・411? リミックス』(What's the 411? Remix)に収録された再プロデュースともいえるリミックス・バージョンは、パフ・ダディことショーン・パフィ・コムズのプロデュースにより、フィーチャリング・ラッパーにC.L.スムースを迎え、原曲と同じニューヨーク市のザ・ヒット・ファクトリースタジオでレコーディングされた。
サンプリングもC.L.スムースとピート・ロック(Pete Rock & CL Smooth)の1992年の曲「ゼイ・レミニス・オーヴァー・ユー (T.R.O.Y.)」(They Reminisce Over You (T.R.O.Y.))が基調として採用されており、原曲よりも躍動感のあるナンバーに仕上がっている。

## チャート記録

### 週間
| チャート(1992-1993)                                                                   | 最高位 |
| ------------------------------------------------------------------------------------- | ------ |
| アメリカ「ホット100・シングルチャート」(Billboard Hot 100)                            | 57     |
| アメリカ「ホットR&B/ヒップホップ・シングルチャート」(Billboard Hot R&B/Hip-Hop Songs) | 6      |
| イギリス「全英シングルチャート」(UK Singles Chart)                                    | 31     |

### 年間
| チャート(1993)                                                                                | 位 |
| --------------------------------------------------------------------------------------------- | -- |
| アメリカ「年間ビルボードR&B/ヒップホップ・シングルチャート」(Billboard Hot R&B/Hip-Hop Songs) | 34 |